# Nijenklooster (Eemsdelta)
Nijenklooster, vroeger ook Nieuwenklooster, is de naam van twee aaneengegroeide wierden in de gemeente  Eemsdelta, in het noorden van de provincie Groningen. De wierden liggen ten zuiden van Krewerd aan de Schipsloot, de grens tussen de vroegere gemeenten Delfzijl en Appingedam. De naam verwijst naar het kloostercomplex dat hier ooit heeft gestaan.

## Geschiedenis
De wierden dateren van rond het begin van de jaartelling (Late IJzertijd tot Vroeg-Romeinse tijd) en liggen op een kwelderrug. De westelijke wierde meet 174 bij 115 meter en heeft een hoogte van 1,87 tot 2,32 meter boven maaiveld. De oostelijke wierde heeft een diameter van ongeveer 110 meter en een hoogte van ongeveer 0,67 tot 1,18 meter boven maaiveld. Aan de rand van het kloosterterrein vond men begin negentiende eeuw vijf urnen met skeletresten. Rond 1960 werd midden op het terrein nog een pot met een kinderbegraving gevonden.

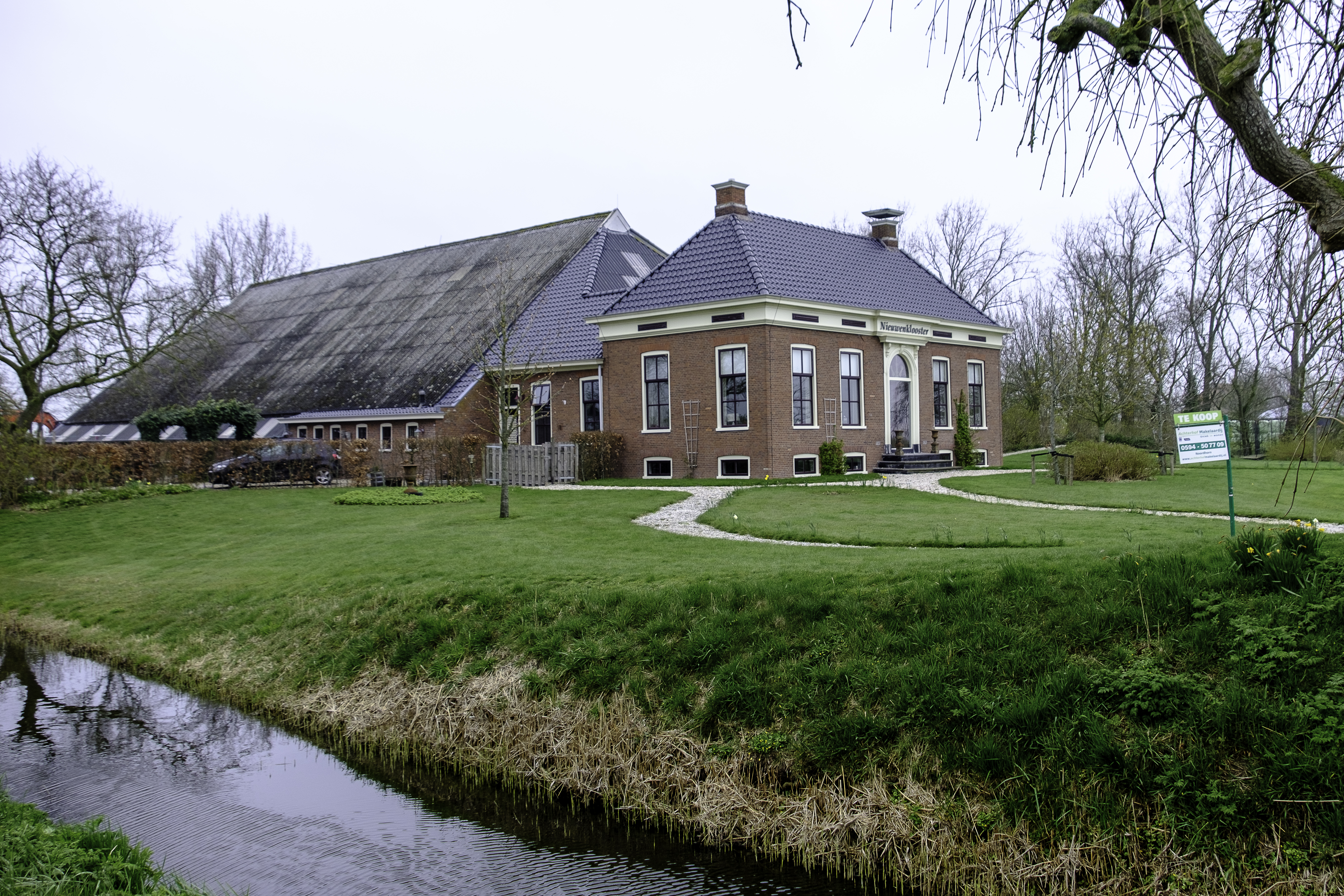
Boerderij Nieuwenklooster

### Klooster
Rond 1200 legde Emo van Romerswerf - tegen de zin van zijn schoonfamilie - de basis voor het klooster, dicht bij het dorp Rhomerswerf, op twee wierden die onderdeel vormden van zijn landgoed.
Het kloosterterrein heeft een omvang gehad van ongeveer 200 bij 175 meter. Dit is nog terug te zien in de huidige perceelomtrek. Met de bouw van het klooster zullen de wierden waarschijnlijk zijn aangetast. De omliggende gronden werden onderdeel van het corpus (kloostergronden). In 1204 werd er een oratorium, een houten gebedshuis, gewijd door de bisschop van Münster, Otto van Oldenburg. De monniken trokken erheen vanuit het Oldenklooster (Feldwerd) onder leiding van hun abt Reindo, om na een nacht weer te vertrekken omdat met de eigenzinnige Emo van Romerswerf moeilijk viel samen te werken. Twee pogingen om een kloostergemeenschap te vormen mislukten. Het klooster leidde een paar jaar een kwijnend bestaan met slechts enkele monniken, alvorens Emo's geleerde neef Emo van Bloemhof (pastoor van Huizinge) zich ermee ging bemoeien. Beide Emo's bezegelden een overeenkomst en sloten zich als dubbelklooster aan bij de Premonstratenzers.
In 1209 werd het 'Nijenklooster bij Den Dam' (Nygen of Nien Cloester by den Damme) gedoopt. In 1211 schonken de leken van de kerk van Wierum de kerk aldaar aan het Nijenklooster. De lokale hoveling Ernestus was hier echter op tegen, mogelijk omdat zijn zoon er priester was. Hij wist zich te verzekeren van de steun van de bisschop van Münster. Emo van Bloemhof trok daarop naar Rome om de paus om bijstand te vragen. Uiteindelijk werd Ernestus in 1212 schadeloos gesteld met een 'amicabilis compositio', wat waarschijnlijk betekende dat hij een prebende (jaarlijkse priestertoelage) kreeg. Daarop was de weg vrij voor Emo van Bloemhof, die tussen 1213 en 1214 met alle kanunniken vanuit Nijenklooster naar Wierum trok en er het Klooster Bloemhof stichtte (ook genaamd Wittewierum naar de witte pijen van de Premonstratenzers). De nonnen bleven achter in het Nijenklooster, dat vervolgens werd hernoemd tot Rozenkamp (Latijn: Campus Rosarum) en voortaan een dependance vormde van klooster Bloemhof, hetgeen gebruikelijk was bij vrouwenkloosters in die tijd. In 1225 werd Emo van Bloemhof proost van beide kloosters. In 1237 overleed hij aan een ziekte na een bezoek aan het klooster. Tussen 1261 en 1266 werd een stenen kerk gebouwd bij het Nijenklooster (tijdens de bouw deels ingestort bij een storm in 1262) op de plaats van een oudere houten kerk. In 1268 werd de kerk gewijd door Edmund von Werth, bisschop van het Bisdom Koerland.
De bovenstaande gegevens komen uit de Kroniek van Bloemhof. Rozenkamp bezat samen met Bloemhof twee voorwerken bij de Eems. Volgens Noomen (1996) gaat het hier waarschijnlijk om Garbendeweer en Klein Wierum. In de 15e eeuw werden de goederen van beide kloosters juridisch gescheiden en kwam Garbendeweer aan Rozenkamp, dat vervolgens werd geleid door een eigen prior en priores.
Van de verdere activiteiten van het klooster is weinig bekend doordat het archief verloren is gegaan. Ergens na 1469 wist het Nijenklooster het zuidelijke deel te verkrijgen van de Herumaheerd bij Bierum (die vervolgens gesplitst werd), waarover het rente moest betalen aan het Fraterhuis in Groningen. Bij de reductie van Groningen in 1594 werd het klooster geconfisqueerd en gesloten en in 1597 werden de gebouwen afgebroken.

### Dobbe
Alleen de dobbe (op de westelijke wierde) bleef behouden, als een van de weinige faits (dobbes op een wierde) van de provincie Groningen. In 1836 schreef de Losdorpse dominee Nicolaus Westendorp over de dobbe:
De grootste breedte der kom bedraagt 22 ellen; dezelve is met steenen in den kant gevloerd tot aan den mond van den put, welke rond is uitgegraven; boven heeft deze put de wijdte van 15 voeten in doorsnede en in het midden van omtrent 10 voeten, maar vervolgens wordt hij nauwer, zoodat er beneden op de diepte van 30 voeten niet meer ruimte is dan dat er een man in konde staan te werken. In 1802 heeft men denzelven tot deze diepte uitgegraven; de grond bleef verder nog los of week; men sloeg er een ponter in, maar hij werd er door het water weder uitgedreven; de gravers moesten het werk nu staken. Het werk is zoo volmaakt rond, alsof de put geboord is, dezelfs wanden zijn hecht en vast, schoon niet van steen of hout gebouwd. Het water staat er altijd boven het maaiveld en thans (den 24 april 1836) nog 2 ellen en 8 palmen hoog, en met den vlakken grond der hoogen wierde gelijk, Al zijn de slooten in den ganschen omtrek ook geheel droog, die toch 4 voet diep in het maaiveld liggen, dan zelfs nog staat het water 18 palmen boven het maaiveld. Bij regenachtig weder, daarentegen, stroomt de kom over en het water stroomt over het land. Dit water is ongemeen zuiver en voor het gebruik in de huishouding en in het boerenbedrijf zeer geschikt.
Vergelijkbare dobbes waren te vinden bij het Oldenklooster te Holwierde, het Augustijnenklooster te Appingedam en het Grijzemonnikenklooster te Termunten. In Amsweer bevonden zich drie 'jufferputten', verder was er een in Tjamsweer. De kloosterlingen hadden gebruik gemaakt van het gewicht van de wierde op de onderliggende klei- en veenlagen, waardoor het zoete grondwater werd opgestuwd. In het midden bevond zich doorgaans een gemetselde put, terwijl de bodem van de vijver soms was bestraat.

### Latere bewoning
Rond 1900 werden de wierden gedeeltelijk afgegraven. Er staan nog twee boerderijen op de wierde op plekken waar begin 19e eeuw ook al boerderijen stonden. Naast de wierde staat de boerderij Nieuwenklooster. In 1992 werd een mestsilo op de wierde geplaatst, waarover het blad Noorderbreedte zich boos maakte omdat het bodemarchief hierdoor verwoest zou zijn en de beeldkwaliteit van de wierde zou zijn aangetast.
Groningen: Steden en dorpen      Nederland: Provincies · Gemeenten